# Ramiro Llona
Ramiro Llona Reátegui (Tacna, 2 de octubre de 1947) es un artista visual peruano que practica la pintura, la fotografía, la escultura, el grabado y la cerámica.

## Biografía
Nació el 2 de octubre de 1947 en Tacna, posteriormente se traslada para vivir en Lima. Estudió arquitectura en la Universidad Nacional de Ingeniería y artes plásticas en la Pontificia Universidad Católica del Perú, egresando en 1977. Ese mismo año, viajó a Nueva York para estudiar grabado en el Instituto Pratt con un beca del Programa Fulbright.
Sus obras se han presentado en exposiciones individuales en Colombia, Chile, EE. UU., España y Francia.
El historiador de arte estadounidense, Edward J. Sullivan, a propósito de una muestra individual en la Galería The Americas Collection en Miami el 2016, escribió que la mirada de Llona logra transferir su erudición en textos sobre filosofía e historia en sus cuadros y que estos 

have always seemed to me like road maps of the valleys and mountains, the depths and heights of the human psyche.
me han parecido mapas de carreteras de los valles y montañas —las profundidades y las alturas— de la psique humana.

El 2015, junto a Andrea Ferrero, Eduardo Tokeshi, Alfredo Márquez y Claudia Coca, se retiró de la tercera edición de la feria internacional de arte Art Lima luego de que a través de la gestión del alcalde de la Municipalidad de Lima, en ese entonces Luis Castañeda Lossio, se destruyeran 60 murales del centro de Lima.

## Exposiciones
- 2016/2017. Grandes formatos (1998-2016), Museo de Arte Contemporáneo de Lima.
- 2014. Ramiro Llona: Utopia: Works from the 80s, Nohra Haime Gallery (Nueva York).[10]
- 2000. Ramiro Llona : pinturas y obras de papel, Galería A.M.S Marlborough (Santiago de Chile).[11]

## Premios
- 1973. Mención Honrosa “Salón Nacional de Grabado” (ICPNA. Lima).[12]
- 1975. Primer Premio Concurso “Pintura en el Parque”, Municipalidad de  Miraflores. Lima, Perú
- 1977. Beca Programa Fulbright (Nueva York, EE. UU.)[13]
- 1978. Beca Ford Studio, Pratt Institute (Nueva York, EE. UU.)[14]